# Putaansaari (ö i Norra Österbotten, Koillismaa)
Putaansaari är en ö i Finland. Den ligger vid Kitkajokis utlopp i Juumajärvi i kommunen Kuusamo i den ekonomiska regionen  Koillismaa ekonomiska region  och landskapet Norra Österbotten, i den nordöstra delen av landet, 700 km norr om huvudstaden Helsingfors. Öns yta är omkring fem hektar och naturskyddsområde.